# Elasmus cameroni
Elasmus cameroni är en stekelart som beskrevs av Krishna K. Verma och Hayat 1986. Elasmus cameroni ingår i släktet Elasmus och familjen finglanssteklar. Inga underarter finns listade i Catalogue of Life.